# كيفن لانجفورد
كيفن لانجفورد (بالإنجليزية: Kevin Langford)‏ مواليد 21 ديسمبر 1985، هو لاعب كرة سلة أمريكي. بدأ مسيرته الاحترافية في سنة 2009. يلعب في الدوري الإيطالي لكرة السلة الدرجة الثانية كلاعب وسط. يحمل الرقم 4. يبلغ طوله 6 قدم 8.5 بوصة (2.0 م). لعب مع نادي بانيونيس لكرة السلة وباريس لوفالوا.

## روابط خارجية
- كيفن لانجفورد على موقع الدوري الأوروبي لكرة السلة (الإنجليزية)
- كيفن لانجفورد على موقع كرة السلة الأوروبية.كوم (الإنجليزية)
- كيفن لانجفورد على موقع DraftExpress.com (الإنجليزية)
- كيفن لانجفورد على موقع كلية كرة السلة في سبورتس رفرنس.كوم (الإنجليزية)
- كيفن لانجفورد على موقع ريلجم (الإنجليزية)
- كيفن لانجفورد على موقع بروبوليرز (الإنجليزية)
- كيفن لانجفورد على موقع سبورتس رفرنس (الإنجليزية)